# Aleksandra Wójcik
Pour les articles homonymes, voir Wójcik.
Aleksandra Wójcik est une joueuse polonaise de volley-ball, née le 3 janvier 1994 à Kamienna Góra. Elle mesure 1,84 m et joue au poste de réceptionneuse-attaquante. Elle totalise 29 sélections en équipe de Pologne.

## Clubs
| Club                     | De        | À         |
| ------------------------ | --------- | --------- |
| MKS Świdnica             |           | 2008-2009 |
| SMS PZPS Sosnowiec       | 2009-2010 | 2012-2013 |
| LTS Legionovia Legionowo | 2013-2014 | 2015-2016 |
| MKS Muszyna              | 2016-2017 | 2017-2018 |
| ŁKS Łódź                 | 2018-2019 | …         |

## Palmarès
- Championnat de Pologne
  - Vainqueur : 2019.
- Supercoupe de Pologne
  - Finaliste : 2019.